# Ofeleste
Nella mitologia greca, Ofeleste è nome comune ad alcuni personaggi che presero parte alla guerra di Troia, scoppiata a causa del rapimento di Elena, la regina spartana, da parte del troiano Paride, figlio di Priamo, il quale sposò la fanciulla senza pensare alle conseguenze del suo gesto.

## Il mito
Nell'Iliade di Omero appaiono due personaggi che combatterono nella guerra che portano lo stesso nome: 
- Ofeleste, un guerriero peone, il quale venne inseguito dall'eroe Achille presso le rive del fiume Scamandro ed ucciso senza pietà; il suo corpo, gettato nelle acque del fiume dall'eroe, desideroso di vendicarsi dell'amico Patroclo, ucciso da Ettore, scatenò l'ira del dio fluviale, il quale non gradiva cadaveri nei suoi corsi d'acqua.
- Ofeleste, guerriero troiano, venne trafitto da una freccia di Teucro, l'insuperabile arciere, figlio di Telamone, che lo uccise insieme a numerose altre vittime.

### Fonti
- Omero, Iliade, libro XXI, verso 210; libro VIII, verso 274.